# بيتر لورانس هايد
بيتر لورانس هايد هو سياسي كندي، ولد في 24 أبريل 1884، وتوفي في 1962. انتخب عضو المجلس التشريعي من ساسكاتشوان.